# 小坂照男
小坂 照男（こさか てるお、1940年11月18日 - 2019年4月3日）は、日本の元プロボクサー。千葉県君津郡富津町（現・富津市）出身。元日本ライト級、OBF東洋ライト級王者。現役時代は帝拳ボクシングジム所属。

## 人物
16歳の頃、帝拳名誉師範荻野貞行の葉山の自宅へクリーニング店の配達に出向いていたところ、その筋力と面構えが荻野の目に留まり、帝拳に紹介されて心技両面から指導を受けるようになった。
カウンターパンチャーが多い中、強烈な左右フックを武器にフルラウンドにわたって打ち続けることのできるファイターだった。

## 来歴
1957年3月30日、プロデビュー戦では4R判定勝利を収めた。同年12月15日、第14回東日本フェザー級新人王トーナメント決勝戦で6R判定負けを喫した。
1960年12月14日、石川圭一に判定勝利を収め、日本ライト級王座を獲得した。1958年後半から1引分を挟んで27連勝を収めながら日本王座を1度防衛後の1961年9月2日、メトロ・マニラにて、すでに現役世界王者でもあったフラッシュ・エロルデが同時に保持するOBF東洋ライト級王座に挑戦し、判定負けを喫した。
日本王座を2度防衛後の1962年4月30日、エロルデへの再挑戦に判定勝利を収め、OBF東洋ライト級王座を獲得したが、同年8月4日、セブ州でエロルデに判定負けを喫し、同王座を失った。
同1962年12月3日、カルロス・オルチスの持つ世界ライト級王座に挑戦したが、5RKO負けを喫した。
日本王座は4度防衛後の1963年9月15日に返上し、1964年7月27日、蔵前国技館で、エロルデの持つ世界ジュニアライト級王座に挑戦。強打のサウスポー同士の4度目の対戦は凄まじい打ち合いとなり、前半は優勢に試合を運んだものの徐々に挽回され、12Rに連打を受けてレフェリーが試合を止めると会場は騒然となったが、12RTKO負けに終わった。
1965年6月5日、メトロ・マニラのアラネタ・コロシアムでエロルデの持つ同王座に再挑戦。通算3度目の世界挑戦は15RKO負けとなり、同年9月6日、シュガー・ケン・カレオン（フィリピン）に10R判定で引き分けた試合を最後に現役を引退した。
引退後の一時期は北海道ボクシングジムのマネージャーを務めるなどしていたが、2019年4月3日に死去。78歳没。

## 戦績
プロボクシング：74戦63勝（24KO）9敗2分4EX
| 戦           | 日付           | 勝敗 | 時間 | 内容 | 対戦相手              | 国籍         | 備考                               |
| ------------ | -------------- | ---- | ---- | ---- | --------------------- | ------------ | ---------------------------------- |
| 38           | 1960年12月14日 | 勝利 | 10R  | 判定 | 石川圭一 （新和）     | 日本         | 日本ライト級タイトルマッチ         |
| 40           | 1961年3月27日  | 勝利 | 10R  | 判定 | 石川圭一 （新和）     | 日本         | 日本王座防衛1                      |
| 44           | 1961年9月2日   | 敗北 | 12R  | 判定 | フラッシュ・エロルデ  | フィリピン   | OBF東洋ライト級タイトルマッチ      |
| 50           | 1962年3月12日  | 勝利 | 10R  | 判定 | 島村謙三 （笹崎）     | 日本         | 日本王座防衛2                      |
| 51           | 1962年4月30日  | 勝利 | 12R  | 判定 | フラッシュ・エロルデ  | フィリピン   | OBF東洋ライト級タイトルマッチ      |
| 53           | 1962年8月4日   | 敗北 | 12R  | 判定 | フラッシュ・エロルデ  | フィリピン   | OBF陥落                            |
| 55           | 1962年12月3日  | 敗北 | 5R   | KO   | カルロス・オルチス    | プエルトリコ | 世界ライト級タイトルマッチ         |
| 58           | 1963年4月22日  | 勝利 | 10R  | 判定 | 渡辺治 （興伸）       | 日本         | 日本王座防衛3                      |
| 61           | 1963年8月5日   | 勝利 | 6R   | KO   | 宮本常富 （オギクボ） | 日本         | 日本王座防衛4／返上                |
| 69           | 1964年7月27日  | 敗北 | 12R  | TKO  | フラッシュ・エロルデ  | フィリピン   | 世界ジュニアライト級タイトルマッチ |
| 73           | 1965年6月5日   | 敗北 | 15R  | KO   | フラッシュ・エロルデ  | フィリピン   | 世界ジュニアライト級タイトルマッチ |
| テンプレート |                |      |      |      |                       |              |                                    |

## 獲得タイトル
- 第12代日本ライト級王座（防衛4）
- 第12代OBF東洋ライト級王座（防衛0）

受賞歴
- プロ・アマチュア年間表彰
  - 1959年度プロ部門新鋭賞
  - 1960年度プロ部門殊勲賞
  - 1961年度プロ部門敢闘賞
  - 1962年度プロ部門敢闘賞
  - 1964年度プロ部門技能賞